# Smith & Wesson Model 6904
Smith & Wesson 6904 — карманный самозарядный пистолет калибра 9 мм с ударно-спусковым механизмом двойного действия.

## Описание
Относится к пистолетам 3-го поколения компании Smith & Wesson серии 69, для которой характерны используемые 9-мм патроны и двухрядные магазины с пластиковой крышкой. Используется как оружие гражданской самообороны и как служебное оружие некоторых организаций. Заменил устаревший вариант Smith & Wesson Model 469, сохранив ту же длину ствола и те же магазины на 12 патронов.
Особенности модели 6904: курок без спицы, предохранители трёх типов (двухсторонний флажковый, автоматический ударника и магазинный). Отличается затвором-кожухом из оружейной воронёной стали, рамой из анодированного алюминия. Сочетает высокую стойкость к коррозии и небольшой вес, но из-за светлого покрытия рамы и полированного затвора-кожуха слишком заметен в темноте.
Также производилась модификация 6906 с самовзводным УСМ и отсутствием флажкового предохранителя. Затвор изготавливался из нержавеющей стали, а рама из сплава с матовым покрытием. В настоящее время эти модели производятся.